# Bouhmama
Bouhmama (în arabă بوحمامة) este o comună din provincia Khenchela, Algeria.
Populația comunei este de 10.614 locuitori (2008).